# Glentoran Football Club
Maillots
Actualités
Le Glentoran Football Club est un club de football nord-irlandais basé à Belfast. Ses couleurs sont le vert, le rouge et le noir. Le club joue ses matchs à domicile à the Oval situé dans l’est de Belfast. Le club, créé en 1882 joue la première division du championnat d'Irlande du Nord de football (IFA Premiership).
Le Glentoran est le meilleur ennemi de l'autre grand club de Belfast, Linfield Football Club. Les deux clubs sont surnommés les « Belfast's Big two » et ont dominé le football nord-irlandais tout au long de son histoire : ils détiennent à eux deux 71 des 107 titres de champion. La seule équipe ayant pu rivaliser avec ces deux clubs est le Belfast Celtic. Un match opposant les deux clubs est systématiquement programmé le jour du « Boxing day ». C’est le match de football qui accueille traditionnellement le plus de spectateurs en Irlande du Nord.
De nombreux footballeurs de Glentoran ont fait partie de l’équipe nationale nord-Irlandaise ou écossaise :  Danny Blanchflower, Peter Doherty, Bertie Peacock, Billy Bingham, Jimmy McIlroy, Terry Conroy, Tommy Jackson et Tommy Cassidy.

## Histoire
George Best était supporter de l’équipe quand il était jeune. Mais il a été rejeté lors qu’une séance de détection au motif qu’il était « trop petit et fluet ». Best ne fera qu’une seule apparition sous les couleurs de Glentoran lors d’un match amical disputé pour le centenaire du club contre Manchester United.
En 1964-1965, Glentoran rencontre le Panathinaikos en Coupe d'Europe des clubs champions. Après un match nul à la maison, les nord-irlandais perdent le match retour en Grèce sur le score de 3 buts à 2 et sont éliminés. La saison suivante, en Coupe des villes de foire, Glentoran est opposé au Royal Antwerp FC. Après une défaite 1 but à 0 à l’extérieur, le club ne peut faire mieux que match nul 3 à 3 lors du match retour à domicile et se fait donc sortir de la compétition.

## Bilan sportif

### Palmarès
- Championnat d'Irlande du Nord (23)
  - Champion :1894, 1897, 1905, 1912, 1913, 1921, 1925, 1931, 1951, 1953, 1964, 1967, 1968, 1970, 1972, 1977, 1981, 1988, 1992, 1999, 2003, 2005, 2009

- Coupe d'Irlande du Nord (23)
  - Vainqueur : 1914, 1917, 1921, 1932, 1933, 1935, 1951, 1966, 1973, 1983, 1985, 1986, 1987, 1988, 1990, 1996, 1998, 2000, 2001, 2004, 2013, 2015, 2020
  - Finaliste : 1896, 1899, 1913, 1916, 1919, 1923, 1925, 1942, 1943, 1945, 1947, 1949, 1952, 1954, 1956, 1964, 1967, 2003, 2006

- Coupe de la Ligue d'Irlande du Nord (6)
  - Vainqueur : 1989, 1991, 2001, 2004, 2005, 2007
  - Finaliste : 1997, 1998, 1999, 2002, 2006 et 2025

- Supercoupe d'Irlande du Nord (3)
  - Vainqueur : 1992, 2015, 2016
  - Finaliste : 1998, 1999, 2000

- Coupe intercité Dublin-Belfast (1)
  - Vainqueur : 1944

- Setanta Sports Cup
  - Finaliste : 2008

### Bilan européen

#### Bilan
| Compétition                | P  | M   | V  | N  | D  | BP | BC  | Diff. |
| -------------------------- | -- | --- | -- | -- | -- | -- | --- | ----- |
| Ligue des champions (C1)   | 12 | 28  | 3  | 7  | 18 | 20 | 59  | -39   |
| Coupe des coupes (C2)      | 9  | 22  | 3  | 7  | 12 | 18 | 46  | -28   |
| Ligue Europa (C3)          | 19 | 42  | 4  | 8  | 30 | 24 | 102 | -78   |
| Ligue Conférence (C4)      | 2  | 4   | 0  | 3  | 1  | 4  | 6   | -2    |
| Coupe des villes de foires | 4  | 8   | 1  | 1  | 6  | 7  | 22  | -15   |
| Total                      | 46 | 104 | 11 | 26 | 67 | 73 | 235 | -162  |

#### Résultats
Légende
- Victoire ou qualification pour le tour suivant
- Match nul
- Défaite ou élimination de la compétition

Note : dans les résultats ci-dessous, le score du club est toujours donné en premier
| Saison    | Compétition                | Tour                | Club                     | Domicile | Extérieur | Total               |
| --------- | -------------------------- | ------------------- | ------------------------ | -------- | --------- | ------------------- |
| 1962-1963 | Coupe des villes de foires | Seizièmes de finale | Real Saragosse           | 0 - 2    | 2 - 6     | 2 - 8               |
| 1963-1964 | Coupe des villes de foires | Seizièmes de finale | Partick Thistle          | 1 - 4    | 0 - 3     | 1 - 7               |
| 1964-1965 | Coupe des clubs champions  | Seizièmes de finale | Panathinaïkos            | 2 - 2    | 2 - 3     | 4 - 5               |
| 1965-1966 | Coupe des villes de foires | 32es de finale      | Royal Antwerp            | 3 - 3    | 0 - 1     | 3 - 4               |
| 1966-1967 | Coupe des coupes           | Seizièmes de finale | Rangers FC               | 1 - 1    | 0 - 4     | 1 - 5               |
| 1967-1968 | Coupe des clubs champions  | Seizièmes de finale | Benfica Lisbonne         | 1 - 1    | 0 - 0     | 1 - 1E              |
| 1968-1969 | Coupe des clubs champions  | Seizièmes de finale | RSC Anderlecht           | 2 - 2    | 0 - 3     | 2 - 5               |
| 1969-1970 | Coupe des villes de foires | 32es de finale      | Arsenal FC               | 1 - 0    | 0 - 3     | 1 - 3               |
| 1970-1971 | Coupe des clubs champions  | Seizièmes de finale | Waterford AFC            | 1 - 3    | 0 - 1     | 1 - 4               |
| 1971-1972 | Coupe UEFA                 | 32es de finale      | Eintracht Brunswick      | 0 - 1    | 1 - 6     | 1 - 7               |
| 1973-1974 | Coupe des coupes           | Seizièmes de finale | Chimia Râmnicu Vâlcea    | 2 - 0    | 2 - 2     | 4 - 2               |
| 1973-1974 | Coupe des coupes           | Huitièmes de finale | SK Brann                 | 3 - 1    | 1 - 1     | 4 - 2               |
| 1973-1974 | Coupe des coupes           | Quarts de finale    | Borussia Mönchengladbach | 0 - 2    | 0 - 5     | 0 - 7               |
| 1975-1976 | Coupe UEFA                 | 32es de finale      | Ajax Amsterdam           | 1 - 6    | 0 - 8     | 1 - 14              |
| 1976-1977 | Coupe UEFA                 | 32es de finale      | FC Bâle                  | 3 - 2    | 0 - 3     | 3 - 5               |
| 1977-1978 | Coupe des clubs champions  | Seizièmes de finale | Valur Reykjavik          | 2 - 0    | 0 - 1     | 2 - 1               |
| 1977-1978 | Coupe des clubs champions  | Huitièmes de finale | Juventus FC              | 0 - 1    | 0 - 5     | 0 - 6               |
| 1978-1979 | Coupe UEFA                 | 32es de finale      | ÍB Vestmannaeyja         | 1 - 1    | 0 - 0     | 1 - 1E              |
| 1981-1982 | Coupe des clubs champions  | Seizièmes de finale | Progrès Niederkorn       | 4 - 0    | 1 - 1     | 5 - 1               |
| 1981-1982 | Coupe des clubs champions  | Huitièmes de finale | CSKA Sofia               | 2 - 1 ap | 0 - 2     | 2 - 3               |
| 1982-1983 | Coupe UEFA                 | 32es de finale      | Baník Ostrava            | 1 - 3    | 0 - 1     | 1 - 4               |
| 1983-1984 | Coupe des coupes           | Seizièmes de finale | Paris Saint-Germain      | 1 - 2    | 1 - 2     | 2 - 4               |
| 1984-1985 | Coupe UEFA                 | 32es de finale      | Standard de Liège        | 1 - 1    | 0 - 2     | 1 - 3               |
| 1985-1986 | Coupe des coupes           | Seizièmes de finale | Fram Reykjavik           | 1 - 0    | 1 - 3     | 2 - 3               |
| 1986-1987 | Coupe des coupes           | Seizièmes de finale | Lokomotive Leipzig       | 1 - 1    | 0 - 2     | 1 - 3               |
| 1987-1988 | Coupe des coupes           | Seizièmes de finale | RoPS Rovaniemi           | 1 - 1    | 0 - 0     | 1 - 1E              |
| 1988-1989 | Coupe des clubs champions  | Seizièmes de finale | Spartak Moscou           | 1 - 1    | 0 - 2     | 1 - 3               |
| 1989-1990 | Coupe UEFA                 | 32es de finale      | Dundee United            | 1 - 3    | 0 - 2     | 1 - 5               |
| 1990-1991 | Coupe des coupes           | Seizièmes de finale | Steaua Bucarest          | 1 - 1    | 0 - 5     | 1 - 6               |
| 1992-1993 | Ligue des champions        | Seizièmes de finale | Olympique de Marseille   | 0 - 5    | 0 - 3     | 0 - 8               |
| 1996-1997 | Coupe des coupes           | Tour préliminaire   | Sparta Prague            | 1 - 2    | 0 - 8     | 1 - 10              |
| 1998-1999 | Coupe des coupes           | Tour préliminaire   | Maccabi Haïfa            | 0 - 1    | 1 - 2     | 1 - 3               |
| 1999-2000 | Ligue des champions        | Premier tour Q      | Litex Lovetch            | 0 - 2    | 0 - 3     | 0 - 5               |
| 2000-2001 | Coupe UEFA                 | Tour préliminaire   | Lillestrøm SK            | 0 - 3    | 0 - 1     | 0 - 4               |
| 2001-2002 | Coupe UEFA                 | Tour préliminaire   | FC Midtjylland           | 0 - 4    | 1 - 1     | 1 - 5               |
| 2002-2003 | Coupe UEFA                 | Tour préliminaire   | Wisła Cracovie           | 0 - 2    | 0 - 4     | 0 - 6               |
| 2003-2004 | Ligue des champions        | Premier tour Q      | HJK Helsinki             | 0 - 0    | 0 - 1     | 0 - 1               |
| 2004-2005 | Coupe UEFA                 | Premier tour Q      | AC Allianssi             | 2 - 2    | 2 - 1     | 4 - 3               |
| 2004-2005 | Coupe UEFA                 | Deuxième tour Q     | IF Elfsborg              | 0 - 1    | 1 - 2     | 1 - 3               |
| 2005-2006 | Ligue des champions        | Premier tour Q      | Shelbourne FC            | 1 - 2    | 1 - 4     | 2 - 6               |
| 2006-2007 | Coupe UEFA                 | Premier tour Q      | SK Brann                 | 0 - 1    | 0 - 1     | 0 - 2               |
| 2007-2008 | Coupe UEFA                 | Premier tour Q      | AIK Solna                | 0 - 5    | 0 - 4     | 0 - 9               |
| 2008-2009 | Coupe UEFA                 | Premier tour Q      | Liepājas Metalurgs       | 1 - 1    | 0 - 2     | 1 - 3               |
| 2009-2010 | Ligue des champions        | Deuxième tour Q     | Maccabi Haïfa            | 0 - 4    | 0 - 6     | 0 - 10              |
| 2010-2011 | Ligue Europa               | Premier tour Q      | KR Reykjavik             | 2 - 2    | 0 - 3     | 2 - 5               |
| 2011-2012 | Ligue Europa               | Premier tour Q      | Renova Džepčište         | 2 - 1 ap | 1 - 2     | 3 - 3 (3 - 2 tab)   |
| 2011-2012 | Ligue Europa               | Deuxième tour Q     | Vorskla Poltava          | 0 - 2    | 0 - 3     | 0 - 5               |
| 2013-2014 | Ligue Europa               | Premier tour Q      | KR Reykjavik             | 0 - 3    | 0 - 0     | 0 - 3               |
| 2015-2016 | Ligue Europa               | Premier tour Q      | MŠK Žilina               | 1 - 4    | 0 - 3     | 1 - 7               |
| 2020-2021 | Ligue Europa               | Tour préliminaire   | HB Tórshavn              | 1 - 0    | N/A       | 1 - 0               |
| 2020-2021 | Ligue Europa               | Premier tour Q      | Motherwell FC            | N/A      | 1 - 5     | 1 - 5               |
| 2021-2022 | Ligue Europa Conférence    | Premier tour Q      | The New Saints           | 1 - 1    | 0 - 2     | 1 - 3               |
| 2023-2024 | Ligue Europa Conférence    | Premier tour Q      | Gzira United             | 1 - 1 ap | 2 - 2     | 3 - 3 (13 - 14 tab) |

## Personnalités du club

### Entraîneurs
Le tableau suivant présente la liste des entraîneurs du club depuis les années 1930. Cette liste est lacunaire.
| Rang | Nom             | Période    |
| ---- | --------------- | ---------- |
| 1    | Willie McStay   | avant 1936 |
| 2    | Sam Jennings    | 1936-1938  |
| 3    | Louis Page      | 1939-1940  |
| 4    | Frank Thompson  | 1945-1947  |
| 5    | Frank Grice     | 1948-1955  |
| 6    | Ken Chisholm    | 1958       |
| 7    | Tommy Briggs    | 1959-1960  |
| 8    | Alex Young      | 1968       |
| 9    | Peter McParland | 1968-1971  |

| Rang | Nom            | Période   |
| ---- | -------------- | --------- |
| 10   | Alex McCrae    | 1972      |
| 11   | George Eastham | 1972-1974 |
| 12   | Arthur Stewart | 1977-1978 |
| 13   | Ronnie McFall  | 1979-1984 |
| 14   | Tommy Jackson  | 1987-1993 |
| 15   | Tommy Cassidy  | 1994-1997 |
| 16   | Roy Coyle      | 1997-2006 |
| 17   | Paul Millar    | 2006-2007 |
| 18   | Alan McDonald  | 2007-2010 |

| Rang | Nom             | Période   |
| ---- | --------------- | --------- |
| 19   | Scott Young     | 2010-2012 |
| 20   | Eddie Patterson | 2012-2015 |
| 21   | Alan Kernaghan  | 2015-2016 |
| 22   | Gary Haveron    | 2016-2018 |
| 23   | Ronnie McFall   | 2018-2019 |
| 24   | Gary Smyth      | 2019-     |
| 25   |                 |           |
| 26   |                 |           |